# Мариедаль
Мариедаль (швед. Mariedals slott) — дворец в стиле барокко, находящийся на западе Швеции, на территории лена Вестра-Гёталанд, в 9 километрах севернее города Скара.
Мариедаль был построен в 1666 году для риксканцлера Швеции, графа Магнуса Габриэля Делагарди на территории графского поместья Сёрбу. Здание состоит из центрального корпуса и двух флигелей, примыкающих с обеих сторон к нему. Стилистические особенности позволяют предположить, что проект дворца составил придворный архитектор Жан де ла Валле. Названа усадьба была по имени супруги графа Делагарди, Марии Ефросиньи, сестры короля Карла X Густава.
К настоящему времени дворец Мариедаль сохранился в целом в первоначальном, неизменённом состоянии и находится в частном владении.